# Auguste Hussenot
Pour les articles homonymes, voir Hussenot.
Jacques Auguste Marcel Hussenot, né le 15 décembre 1798 à Courcelles-sur-Blaise (Haute-Marne) et mort le 9 décembre 1885 à Metz, est un dessinateur, peintre et décorateur français.

## Biographie

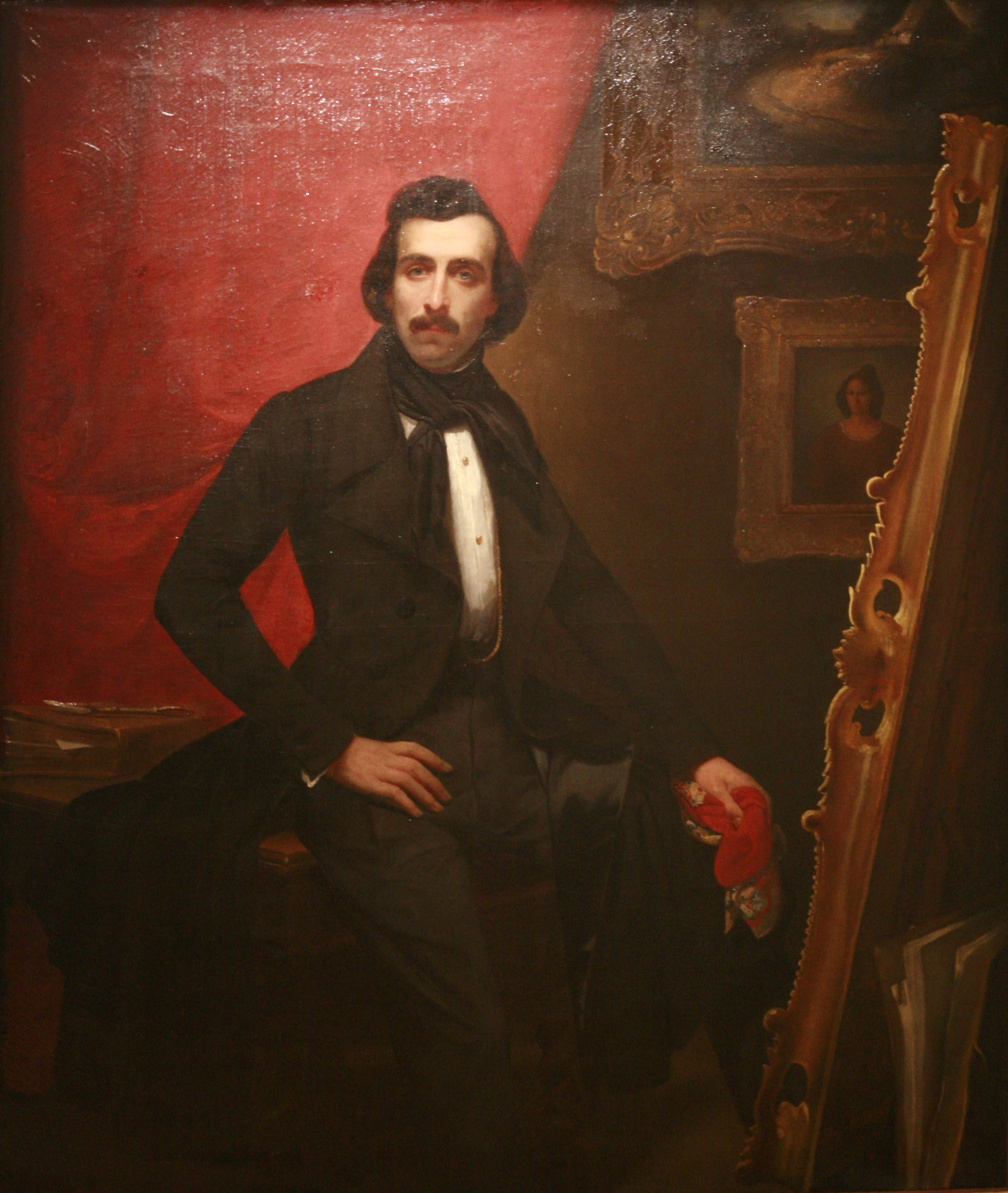
Auguste Migette, musée de la Cour d'Or à Metz.

Auguste Hussenot est pensionné par la ville de Metz pour étudier son art à Paris. En 1823, il entre dans l’atelier d'Antoine-Jean Gros. 
Vers 1834, il ouvre avec Auguste Migette un atelier de décorateur à Metz. En 1832, il propose de devenir à titre gratuit conservateur des collections municipales. À l'ouverture des musées de Metz en 1839, il en devient le conservateur attitré pendant 46 ans jusqu'à sa mort. Il travaille beaucoup sur les décors des églises de la ville et des environs. 
Hussenot débute également au Salon de 1840 à Paris et obtient la médaille d'or au Salon de 1846.
Il est l'inventeur d'un procédé pour fixer sur place les décorations murales, dit "peinture à l'huile en feuilles". Il s'agit "de peindre dans l'atelier les tableaux ou décorations diverses, et le travail terminé, de détacher la feuille de couleur de la toile sur laquelle elle a été peinte, de roule cette feuille pour la transporter, et l'appliquer ensuite, au moyen d'un mordant homogène sur le champ auquel elle est destinée". Ainsi, en l'espace de 5 jours, la coupole de l'église Saint-André de Lille est redécorée par la fresque exécutée dans les ateliers de l'artiste à Metz (septembre 1853).
Il est inhumé au cimetière de l'Est (Metz).

## Œuvres
- décoration des églises Notre-Dame, Saint-Vincent et Saint-Simon, Chapelle Sainte-Constance à Metz, église de Woippy, coupole de l'église Saint-André de Lille
- portraits, notamment : Alfred Malherbe, Auguste Migette, Saint-Mesmin